# فنیقی‌گرایی

نقشه فنیقی‌ها.

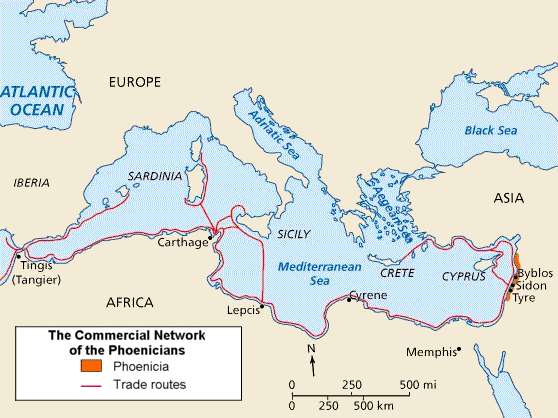
نقشه فنیقیه و مسیرهای تجاریش در مدیترانه.

فنیقی‌گرایی (انگلیسی: Phoenicianism) شکلی از ملی‌گرایی لبنانی است، که نخستین بار مسیحیان لبنانی، به خصوص مارونی‌ها، در زمان تشکیل لبنان بزرگ اختیار کردند. این باور هویت مردم لبنانی را با فنیقی‌های باستان یکی می‌داند.